# Pacific Tri Nations 2004
El Pacific Tri Nations de 2004 fue la 21.ª edición del torneo de selecciones de rugby del Pacífico.

## Equipos participantes
- Selección de rugby de Fiyi (Flying Fijians)
- Selección de rugby de Samoa (Manu Samoa)
- Selección de rugby de Tonga (ʻIkale Tahi)

## Posiciones
| Pos. | Equipo | Encuentros | Encuentros | Encuentros | Encuentros | Tantos  | Tantos    | Tantos     | Puntos Bonus | Puntos Totales |
| Pos. | Equipo | jugados    | ganados    | empatados  | perdidos   | a favor | en contra | diferencia | Puntos Bonus | Puntos Totales |
| ---- | ------ | ---------- | ---------- | ---------- | ---------- | ------- | --------- | ---------- | ------------ | -------------- |
| 1    | Fiyi   | 2          | 2          | 0          | 0          | 56      | 29        | + 27       | 1            | 9              |
| 2    | Samoa  | 2          | 1          | 0          | 1          | 27      | 43        | - 16       | 0            | 4              |
| 3    | Tonga  | 2          | 0          | 0          | 2          | 40      | 51        | - 11       | 1            | 1              |

Nota: Se otorgan 4 puntos al equipo que gane un partido y 2 al que empate
Puntos Bonus: 1 punto por convertir 4 tries o más en un partido y 1 al equipo que pierda por no más de 7 tantos de diferencia
|  | Campeón |

## Resultados
| 29 de mayo | Samoa | 24 - 14 | Tonga |  |  |

| 5 de junio | Tonga | 26 - 27 | Fiyi |  |  |

| 12 de junio | Samoa | 3 - 29 | Fiyi |  |  |